# مدحت خميس
مدحت خميس هو موزع موسيقي مصري مواليد مدينة القاهرة.

## أعماله

### التوزيع الموسيقي
- تامر حسني
- راغب علامه [1]
- وائل جسار [2]
- هاني شاكر [3]
- فضل شاكر
- شيرين عبد الوهاب [4]
- اصاله نصري
- انغام
- جنات [5]
- هيثم شاكر
- بهاء سلطان
- محمد فواد
- صابر الرباعي
- ديانا حداد
- نوال الزغبي
- لطيفه
- ادم
- الشاب خالد

### مطربين الخليج
- رابح صقر
- ماجد المهندس
- عبد الله الرويشيد
- راشد الماجد
- وليد الشامي
- رويده المحروقي
- محمد عبده
- نبيل شعيل